# Haus Circus 4 (Putbus)

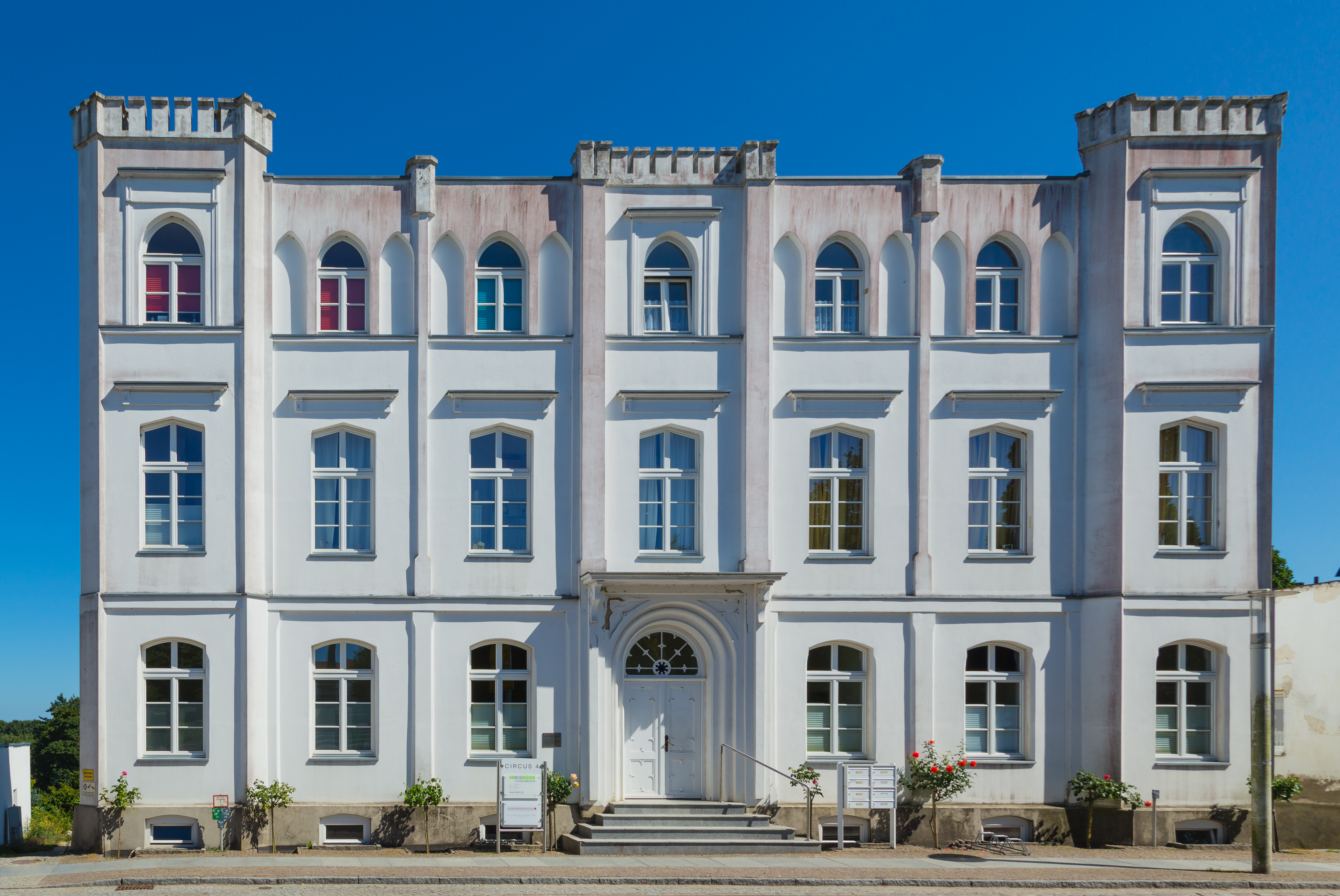

Das Haus Circus 4 in Putbus (Rügen, Mecklenburg-Vorpommern) stammt von etwa 1840. Es ist heute ein Wohnhaus mit auch anderen Nutzungen.
Das Gebäude steht unter Denkmalschutz.

## Geschichte

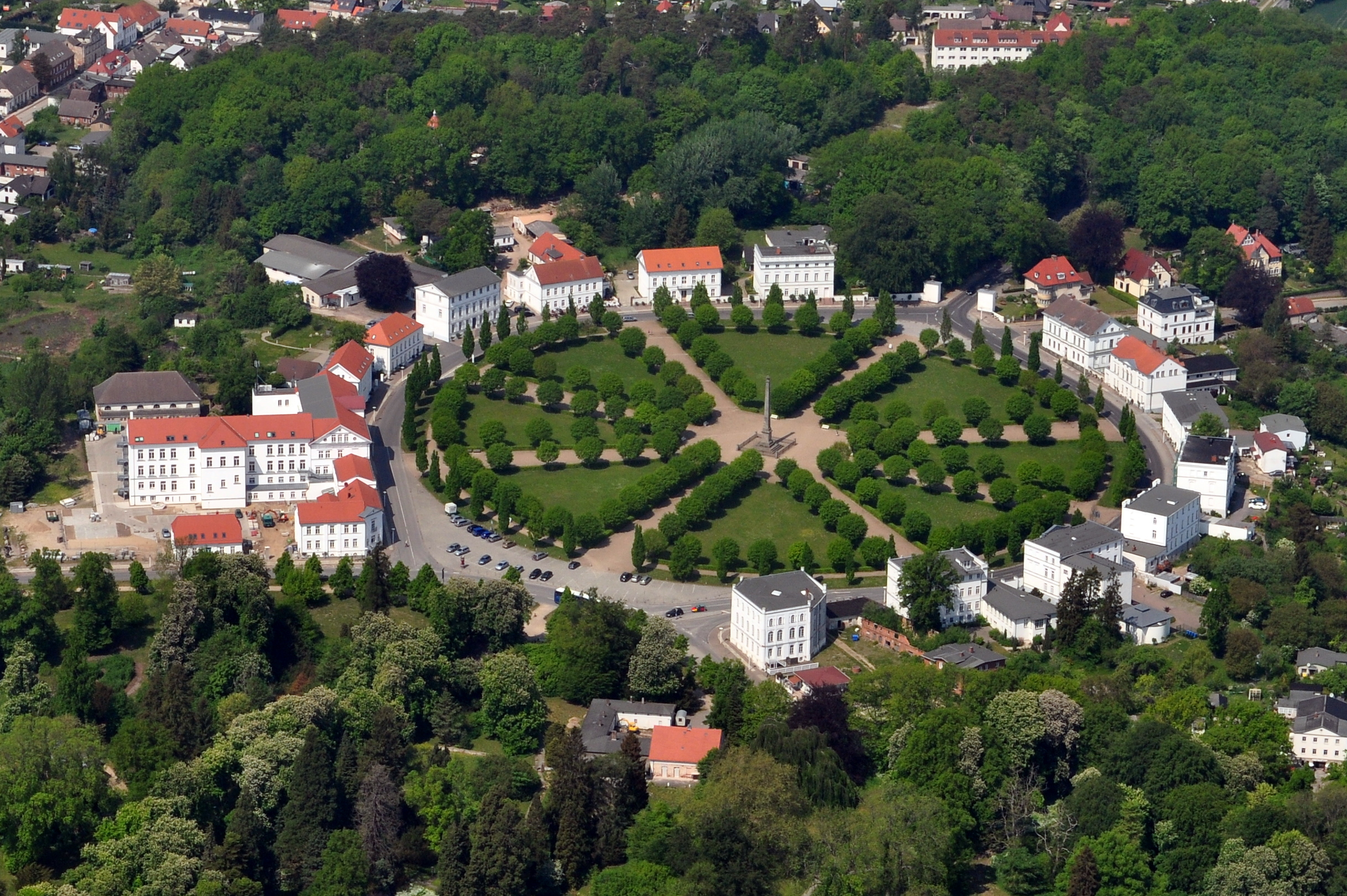
Der Cirkus: Nr. 4: rechts

Putbus mit 4435 Einwohnern (2019) wurde 1286 erstmals erwähnt. Als Residenzstadt auf Rügen wurde sie 1810 von Wilhelm Malte I. Fürst zu Putbus gegründet.
Das dreigeschossige siebenachsige verputzte klassizistische Haus mit den drei Risaliten, dem mittigen Portal, den markanten Zinnen und Fialen im Tudorstil wurde um 1840 im Stile der Berliner Bauschule um Karl Friedrich Schinkel erstellt.
Das Wohnhaus wurde in den 1990er/2000er Jahren im Rahmen der Städtebauförderung saniert und wird seitdem durch Wohnungen und Praxen genutzt.